# Alypia gracilenta
Alypia gracilenta är en fjärilsart som beskrevs av Graef. 1887. Alypia gracilenta ingår i släktet Alypia och familjen nattflyn. Inga underarter finns listade i Catalogue of Life.